# Seznam meteorologických extrémů v Česku 2020
V roce 2020 zemřelo v Česku v souvislosti s nebezpečnými meteorologickými jevy nejméně 10 lidí. Škody způsobené těmito jevy dosahují 1,5 až 2,5 mld. Kč (přibližně 0,04% HDP České republiky).

## Orkán Sabine, 9.–11. února
Orkán Sabine v Česku zabil 1 člověka a dalších 12 zranil. Odhadované škody jsou 590 mil. Kč. Jedná se o nejničivější orkán na území ČR v roce 2020.

## Orkán Yulia, 23.–24. února
Orkán Yulia způsobil škody v hodnotě desítek mil. Kč.

## Povodně 7.–8. června
V noci ze 7. na 8. června zasáhly Olomoucký kraj povodně. Zemřeli 2 lidé. V obci Šumvald bylo poškozeno či jinak zasaženo 280 domů. Škody přesáhly 500 mil. Kč.

## Povodně 13.–14. června
Povodně zasáhly 13. a 14. června zejména východní Čechy. Zemřel 1 člověk, v Pardubickém kraji. Škody jsou minimálně několik desítek mil. Kč.

## Povodně 18.–21. června
Povodně zasáhly většinu Česka a zemřelo při nich nejméně 6 lidí. Jedná se tak podle počtu obětí o nejhorší povodně od roku 2013. Škody zatím nejsou zcela vyčísleny, v Libereckém kraji dosáhly minimálně 100 mil. Kč.

## Silné bouřky 28. července
Díky velmi příznivým podmínkám se vyskytla na střední a východní Moravě supercelární bouřka. Večer se přes jih ČR přehnala rozsáhlá bouřka, ve které nárazy větru dosáhly podle staničních měření 108 km/h. Rovněž se vyskytly kroupy, nejčastěji o velikosti 1 až 2 cm. Hasiči vyjížděli k více než 500 událostem. Škody se pohybují v řádu desítek mil. Kč. Desetitisíce lidí se byly bez proudu.

## Povodně 14.–16. října
Brzy ráno 14. října se v důsledku vydatných dešťů začaly zvyšovat hladiny řek, zejména na Moravě, ve Slezsku, ve východních Čechách a Frýdlantském výběžku. V 9:30 již bylo na 3. povodňovém stupni více než 10 řek. Vydatný déšť pokračoval i v následujících hodinách. V 20:00 bylo zhruba 20 řek na 3. stupni. Během noci na 15. října začala hladina řek klesat a v průběhu 16. října klesly všechny řeky, co ještě byly na 3. stupni, pod 3. stupeň.
Nikdo nezemřel, evakuovány byly tisíce lidí. Škody dosáhly desítek až stovek mil. Kč. Rozsah povodní byl z hydrologického hlediska v Česku největší od povodní v Čechách v roce 2013.